# Novalena idahoana
Novalena idahoana är en spindelart som först beskrevs av Willis J. Gertsch 1934.  Novalena idahoana ingår i släktet Novalena och familjen trattspindlar. Inga underarter finns listade i Catalogue of Life.